# Premi Hugo al millor editor professional
El Premi Hugo al millor editor professional (Hugo Award for Best Professional Editor) és un dels Premis Hugo atorgat cada any a editors de revistes, novel·les, antologies o altres obres relacionades amb la ciència-ficció o fantasia publicades en anglès o traduïdes l'any anterior. D'altres premis Hugo s'atorguen a novel·les curtes, relats i relats curts. Aquest premi va substituir un d'anterior anomenat Premi Hugo a la millor revista professional.
Aquest premi s'ha atorgat anualment des del 1973 fins al 2006 per la World Science Fiction Society. A partir de 2007 el premi es va dividir en dos categories: millor editor (format curt) i millor editor (format llarg). El premi al format curt és per editors d'antologies, col·leccions o revistes, mentre que el premi al format llarg és per editors de novel·les. A més d'aquests premis, i a partir del 1996 s'han atorgat els premis Restrospective Hugo (Hugo retrospectiu) pels anteriors 50, 75 o 100 anys anteriors. Fins al 2018, s'han atorgat premis retrospectius pels anys 1939, 1941, 1943, 1946, 1951 i 1954.
Els nomenats i premiats son escollits pels membres de la convenció anual Worldcon. La forma de votació és en forma de segona volta continua amb sis nomenats. Les novel·les nomenades són les sis més votades durant l'any pels membres sense cap límit en el nombre de nomenats. Des del 1959 es reconeix als sis candidats seleccionats. Les votacions es fan de gener a març, i les votacions a les sis novel·les candidates es fa aproximadament d'abril fins a juliol, depenent de quan se celebra la convenció, que acostuma a ser al setembre i a un lloc diferent del món cada any. L'any 2015 les dues categories del premi van quedar desertes.
Durant els 52 anys de premi, s'han nomenat 64 editors, incloent els "Retro Hugos". Gardner Dozois és qui més premis ha rebut, amb 15 premis de 19 nominacions per la categoria original i una en el format curt. Els altres editor en guanyar més de 3 premis Hugo han estat Ben Bova, que va guanyar-ne 6 de 8 nominacions del premi original, Ellen Datlow, va guanyar-ne 7 de 17, repartits entre el format original i el premi curt i John W. Campbell Jr, amb 5 premis de 6 nominacions en els Retro Hugo. Només dos editors han guanyat 3 cops, Edward L. Ferman de 20 nominacions al premi original i Patrick Nielsen Hayden de 3 nominacions al premi de format llarg.